# Ryan Gardner
Ryan Gardner (Toronto, 18 aprile 1978) è un ex hockeista su ghiaccio canadese naturalizzato svizzero, di ruolo attaccante.

## Carriera
Figlio dell'hockeista Dave Gardner, ha giocato per tutta la carriera da professionista in Lega Nazionale A, dove ha vestito le maglie di Ambrì-Piotta (dove aveva giocato anche il padre), Lugano, ZSC Lions, Berna e Fribourg-Gottéron. Ha vinto per quattro volte il titolo: due col Lugano ed una con Berna e Lions. Con la squadra di Zurigo ha vinto anche la Champions Hockey League.
Acquisita la cittadinanza svizzera, ha vestito la maglia rossocrociata in tre edizioni dei mondiali (2009, 2011 e 2013, con l'argento vinto in quest'ultima edizione) ed una delle olimpiadi (Soči 2014). In precedenza aveva vestito anche la maglia del Team Canada in occasione di tre edizioni della Spengler Cup.

## Palmarès
- Champions Hockey League: 1

ZSC: 2008-2009
- Victoria Cup: 1

ZSC: 2009
- Campionato svizzero: 4

Lugano: 2002-2003 e 2005-2006
ZSC: 2007-2008
Berna: 2012-2013
- Coppa Svizzera: 1

Berna: 2014-2015